# Narval Bay
Die Narval Bay ist eine 2,5 km breite Bucht an der Südküste Südgeorgiens. Sie liegt auf der Nordseite des Eisfjords.
Der schottische Geologe David Ferguson benannte sie bei seinem Besuch Südgeorgiens (1912–1913) als North Bay (englisch für Nordbucht). Da die North Bay, eine Nebenbucht des Prince Olav Harbour, bereits so benannt war, entschied sich das UK Antarctic Place-Names Committee 1957 zu einer Umbenennung. Neuer Namensgeber ist der 1929 gebaute Walfänger Narval, der 1934 im Besitz der Compañía Argentina de Pesca war.